# Andrey Zaleski
Andrey Zaleski (tiếng Belarus: Андрэй Залескі; tiếng Nga: Андрей Залеский; sinh 20 tháng 1 năm 1991) là một cầu thủ bóng đá Belarus hiện tại thi đấu cho Dinamo Brest. Em trai của anh Aleksey Zaleski cũng là một cầu thủ bóng đá.